# Lista szkół w Łomży

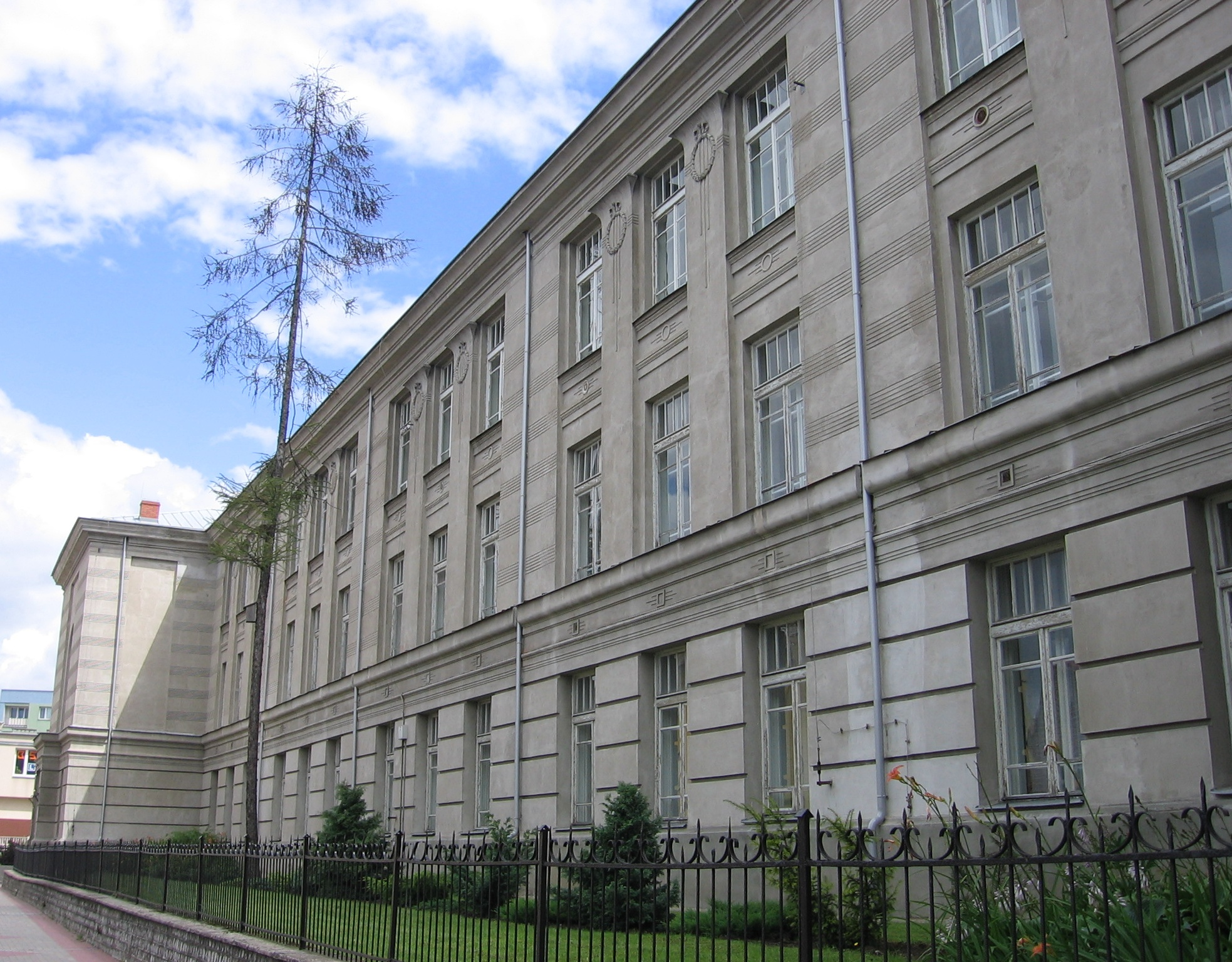
I Liceum Ogólnokształcące im. Tadeusza Kościuszki

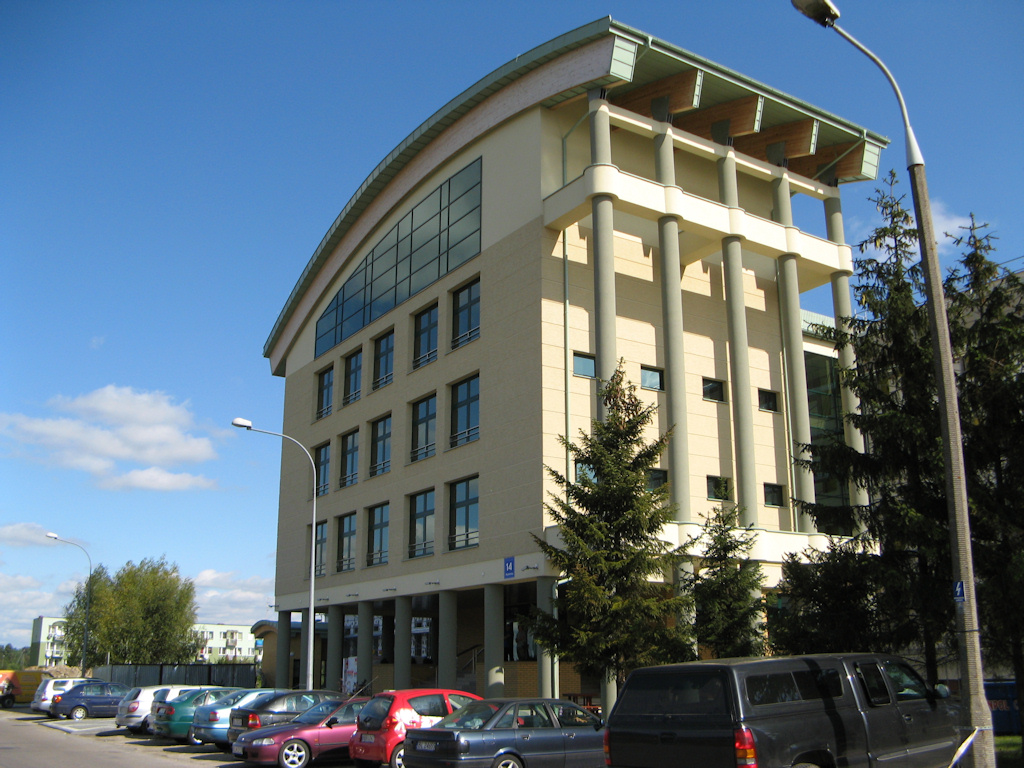
Państwowa Wyższa Szkoła Informatyki i Przedsiębiorczości

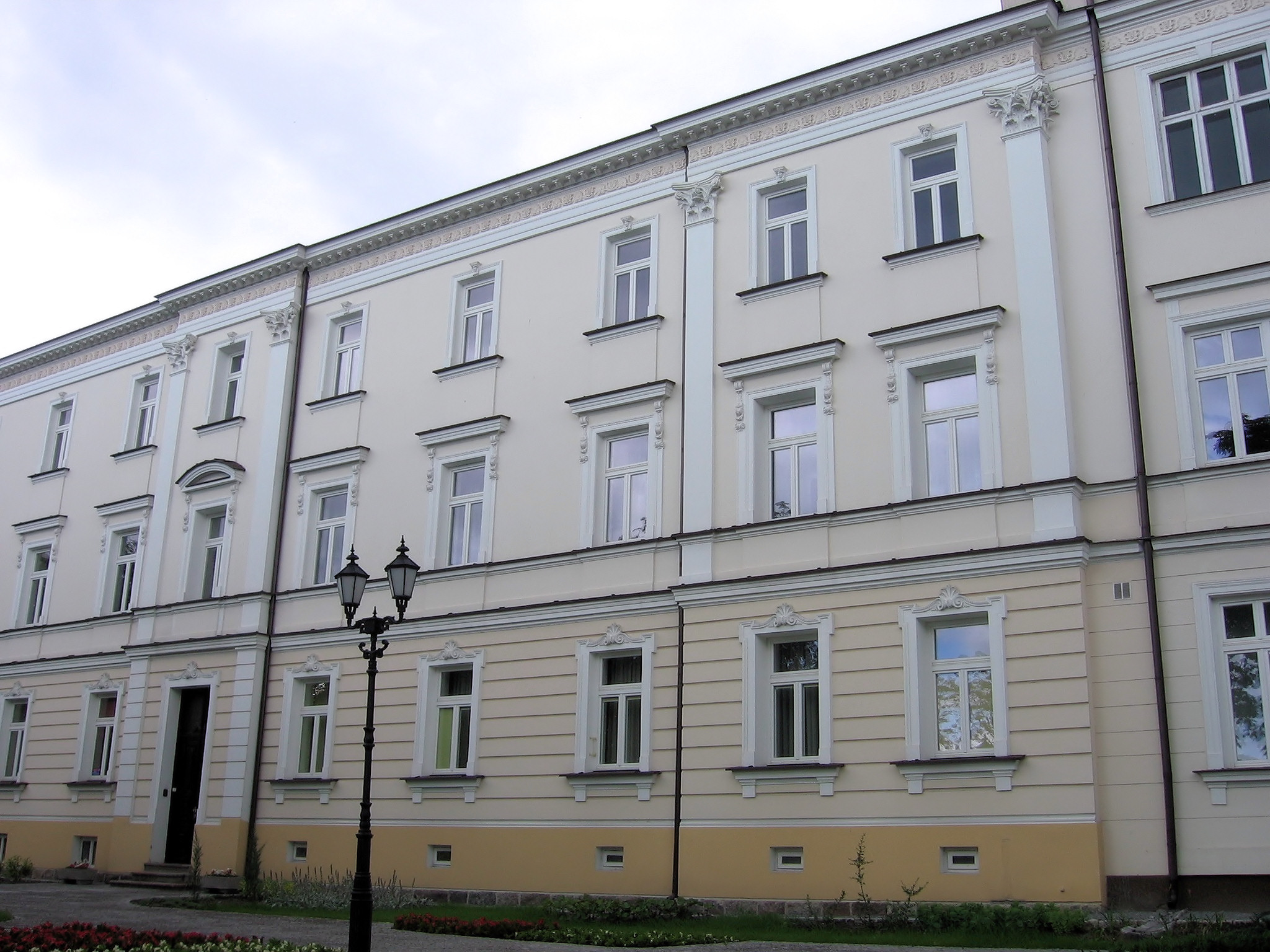
Wyższe Seminarium Duchowne im. Papieża Jana Pawła II

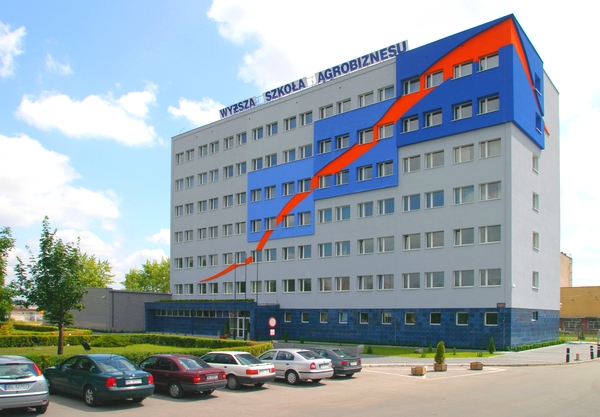
Wyższa Szkoła Agrobiznesu

W Łomży znajduje się 7 szkół podstawowych, 17 szkół ponadpodstawowych (w tym 6 szkół policealnych) oraz 5 szkół wyższych.

## Szkoły podstawowe
| numer | rodzaj szkoły        | data utworzenia | patron                     | adres                | www |
| ----- | -------------------- | --------------- | -------------------------- | -------------------- | --- |
| 2     | publiczna            | 1946            | Władysław Broniewski       | ul. Piękna 2         |     |
| 4     | publiczna            | 1916            | Generał Władysław Anders   | ul. Kierzkowa 7      |     |
| 5     | publiczna            | 1945            | Stanisław Staszic          | ul. Polna 40a        |     |
| 7     | publiczna            | 1957            | Adam Mickiewicz            | ul. Mickiewicza 6    |     |
| 8     | publiczna, specjalna | ?               |                            | ul. Nowogrodzka 4    |     |
| 9     | publiczna            | 1986            | Książę Mazowiecki Janusz I | ul. Księżnej Anny 18 |     |
| 10    | publiczna            | 1988            | Jan Paweł II               | ul. Niemcewicza 17   |     |

## Szkoły średnie

### Szkoły ponadpodstawowe
- I Liceum Ogólnokształcące im. Tadeusza Kościuszki
- II Liceum Ogólnokształcące im. Marii Konopnickiej
- III Liceum Ogólnokształcące im. Żołnierzy Obwodu Łomżyńskiego AK
- Akademickie Liceum Ogólnokształcące
- Akademicka Szkoła Ponadgimnazjalna
- Katolickie Liceum Ogólnokształcące im. Kardynała Stefana Wyszyńskiego
- Zespół Szkół Technicznych i Ogólnokształcących im. Marii Skłodowskiej-Curie
- Zespół Szkół Mechanicznych i Ogólnokształcących im. Marszałka Józefa Piłsudskiego
- Zespół Szkół Ekonomicznych i Ogólnokształcących
- Zespół Szkół Weterynaryjnych i Ogólnokształcących im. Ludwika Bojanusa
- Zespół Szkół Specjalnych
- Zespół Szkół Drzewnych im. Komisji Edukacji Narodowej

## Szkoły policealne
- Policealne Studium Farmaceutyczne
- Policealne Studium Informatyczne
- Szkoła Policealna Ochrony Zdrowia
- Liceum Ekonomiczne Dla Dorosłych
- Pomaturalne i Policealne Studium Rachunkowości

## Szkoły artystyczne
- Liceum Plastyczne w Łomży im. Wojciecha Kossaka
- Państwowa Szkoła Muzyczna I i II stopnia

## Szkoły wyższe

### Uczelnie publiczne
- Akademia Łomżyńska

### Uczelnie niepubliczne
- Międzynarodowa Akademia Nauk Stosowanych w Łomży
- Uczelnia Jańskiego w Łomży
- Wyższa Szkoła Zawodowa Ochrony Zdrowia TWP w Łomży
- Wyższe Seminarium Duchowne im. Papieża Jana Pawła II w Łomży